# Fi1 Pavonis
Fi1 Pavonis (φ1 Pav, förkortat Fi1 Pav, φ1 Pav) som är stjärnans Bayerbeteckning, är en ensam stjärna belägen i den nordöstra delen av stjärnbilden Påfågeln. Den har en skenbar magnitud på 4,75 och är synlig för blotta ögat där ljusföroreningar ej förekommer. Baserat på parallaxmätning inom Hipparcosuppdraget på ca 36,0 mas, beräknas den befinna sig på ett avstånd på ca 91 ljusår (ca 28 parsek) från solen.

## Egenskaper
Fi1 Pavonis är en gul till vit stjärna i huvudserien av spektralklass F0 V. Den har en massa som är omkring 50 procent större än solens massa, en radie som är ca 1,8 större än solens och utsänder från dess fotosfär ca 8 gånger mera energi än solen vid en effektiv temperatur på ca 7 500 K.